# LinkedIn
LinkedIn (ˈlɪŋktˈɪn) е онлайн социална мрежа за търсене и установяване на делови контакти.
Сайтът има версии на английски, френски, руски, немски, италиански, португалски, испански, румънски и турски език.
Компанията е основана от Рид Хофман през декември 2002 г. Социалната мрежа е пусната през май 2003 г. Седалището ѝ е в гр. Маунтин Вю, окръг Санта Клара, щата Калифорния, САЩ. Има офиси и в Омаха, Чикаго, Ню Йорк и Лондон. Прави своето първично публично предлагане на Нюйоркската фондова борса на 19 май 2011 г.
На 13 юни 2016 г. Microsoft обявява, че ще придобие LinkedIn за 26,2 милиарда долара. Придобиването приключи на 8 декември 2016 г. Стойността на сделката се оценява на 26,4 млрд. американски долара.
По условията на договора LinkedIn ще запази своите „бранд (марка), култура и независимост“, както и ръководството си, което като цяло ще е подчинено на Сатя Надела, CEO на Microsoft.
В мрежата на LinkedIn са регистрирани над 150 млн. потребители, представляващи 150 отрасли на бизнеса от 200 страни. Около половината са от САЩ, близо 25 млн. са от Европа.
Предоставя възможност на регистрираните потребители да създават и поддържат списък от делови контакти. Контакти могат да бъдат поканени както от сайта, така и отвън, като мрежата изисква предварително познанство с контактите. Когато потребител няма пряка връзка с контакт, той може да бъде представен чрез друг контакт.
Ползвателите на LinkedIn могат да използват списъка си от контакти за разни цели:
- да бъдат представени чрез съществуващи контакти и да разширяват връзките си;
- да извършват Интернет търсене на компании, хора, групи по интереси;
- да публикува професионално резюме за Интернет търсене на работа;
- да препоръчват и да бъдат препоръчвани;
- да публикуват обяви за ваканции (за персонал);
- да създават групи по интереси.